# Carcharhinus brevipinna
Carcharhinus brevipinna là một loài cá mập trong chi Carcharhinus. Loài cá mập này phân bố ở vùng biển nhiệt đới và vùng biển ấm toàn thế giới trừ đông Thái Bình Dương.